# Rory Lamont
Rory Patrick Lamont (Perth, 10 de octubre de 1982) es un profesor y exrugbista británico que se desempeñaba mayoritariamene como fullback. Fue internacional con el Cardo de 2005 a 2012.

## Biografía
Es hermano menor del también exrugbista internacional Sean Lamont, siendo los decimonovenos hermanos que representaron a Escocia. Mientras estudiaba en la Universidad de Northampton jugaba rugby con los Northampton Saints y se recibió de profesor de educación física.
Desde su retiro, ejerce su profesión y se embarca en una campaña de concienciación sobre las conmociones cerebrales sufridas por los rugbistas.

## Carrera
Debutó en la primera de los Northampton Saints, que entonces jugaba el RFU Championship, mientras era un estudiante. Su gran desempeño logró que sea contratado por los Glasgow Warriors a los 21 años y permaneció con ellos hasta la temporada 2007, cuando se unió a los Sale Sharks.
En febrero de 2009 se anunció que Rory se uniría al Rugby Club Toulonnais del poderoso francés Top 14. El 27 de noviembre de 2011 rescindió su contrato, porque sentía que no estaba logrando suficiente tiempo de juego y así arriesgaba perder su lugar en la selección escocesa. Inmediatamente fue contactado por los Harlequins FC, los Northampton Saints y los Saracens; pero finalmente decidió regresar a los Glasgow Warriors, ya que es uno de los solo dos equipos profesionales escoceses.
El 26 de abril de 2013 con solo 30 años anunció su retiro, citando como factor decisivo su incapacidad para recuperarse completamente de la pierna rota que había sufrido el año anterior.

## Selección nacional
Matt Williams lo convocó al Cardo para disputar el Torneo de las Seis Naciones 2005 y debutó contra Dragones rojos, marcando dos tries en el Estadio Murrayfield. Luego fue seleccionado a Escocia A para jugar la Churchill Cup 2006 y allí se alineó como wing y de centro.
Su última prueba la jugó ante Les Bleus por el Torneo de las Seis Naciones 2012 y fue aquí donde sufrió la lesión que lo obligó a retirarse un año después. En total jugó 29 pruebas, enfrentó a las nueve selecciones más poderosas del mundo y marcó seis tries (30 puntos).

### Participaciones en Copas del Mundo
Frank Hadden lo llevó a Francia 2007 como fullback titular y jugó todas las pruebas.
| Mundial                       | Sede          | Resultado        | PJ | Tries |
| ----------------------------- | ------------- | ---------------- | -- | ----- |
| Copa Mundial de Rugby de 2007 | Francia       | Cuartos de final | 4  | 4     |
| Copa Mundial de Rugby de 2011 | Nueva Zelanda | Fase de grupos   | 1  | 0     |

El inglés Andy Robinson lo llevó a Nueva Zelanda 2011, como suplente de la estrella Chris Paterson. Solo jugó contra Georgia, siendo titular y sustituido al minuto 71.